# 打橫
打橫是印度尼西亞的城市，由西爪哇省負責管轄，位於該國東南部爪哇島西南部，面積184.38平方公里，海拔高度351米，2010年人口635,424，人口密度為每平方公里3,446人。